# Songbird (software)
Songbird is een vrije audiospeler en webbrowser gemaakt door een team dat zichzelf de Pioneers of the Inevitable noemt, onder wie ontwikkelaars van Winamp en de Yahoo! Music Engine. Zij hebben als doel van Songbird de eerste webspeler te maken die gebruikt kan worden om vrije media op het web te catalogiseren. De naam Songbird betekent letterlijk "zangvogel".
Songbird draait op Mozilla's XULRunner-platform, waardoor het werkt op Windows, Mac OS X en Linux. Songbird gebruikt GStreamer voor het afspelen van mediabestanden.
De ontwikkeling van Songbird is stopgezet vanwege financiële problemen. De ontwikkelaar (POTI) zal alle activiteiten staken op 28 juni 2013.

## Functies
Vanaf versie 1.2 zijn de belangrijkste functies:
- Verschillende formaten kunnen afgespeeld worden, zoals MP3, AAC, Ogg Vorbis, FLAC en Windows Media Audio.
- Geluid dat gecodeerd is in het Apple FairPlay-formaat kan afgespeeld worden op Windows- en Mac-platforms via een programmainterface in QuickTime (dit gebeurt in iTunes).[7]
- Windows Media-bestanden voorzien van DRM kunnen op Windows worden afgespeeld.[7]
- Een veranderbaar uiterlijk, via 'veren' (feathers).
- Mediabestanden op pagina's bekeken in de browser kunnen in Songbird worden afgespeeld.
- Ingebouwde RSS-aanmelding en ingebouwde mogelijkheid voor het downloaden van MP3-bestanden.
- De mogelijkheid om aan te melden op MP3-blogs als afspeellijsten.
- Mogelijkheid om favorieten bij te houden.
- Muziek mengen.
- Computer scannen op alle aanwezige muziek en deze toevoegen aan de mediabibliotheek.
- Een eenvoudige configureerbare en invouwbare grafische gebruikersomgeving vergelijkbaar met iTunes, en miniplayermodus.
- Sneltoetsen- en mediatoetsenondersteuning.
- Automatische updates van de software.
- eMusic-integratie via de plug-in (uitbreiding) eMusic Integration.
- Integratie van Insound.com en HypeMachine.
- Slimme afspeellijsten ("smart playlists", een afspeellijst bestaande uit bestanden via bepaalde selectie/filters).
- Metadata wijzigen en opslaan in het bestand.
- Ondersteuning voor Last.fm Radio.
- Automatisch volgen van wijzigingen in een map met mediabestanden.
- Toonregelaar.
- Automatisch organiseren van de mediabestanden in mappen, volgens een in te stellen structuur.
- Importeren en exporteren van nummers en afspeellijsten naar en van iTunes.

### Extensies
Gebruikers kunnen in Songbird functies toevoegen en de functionaliteit wijzigen door het installeren van extensies. Extensies gemaakt door gebruikers uit de gemeenschap zijn beschikbaar op Songbirds add-ons-ondersteuningspagina. Bekende extensies uit die categorie zijn: Qloud taggen & zoeken, eMusic-integratie, iTunes-onderdelen importeren, iPod-audiospeler, zoeken naar artiesten, het organiseren van de bibliotheken, Last.fm-meldingen, artiesten weergeven via Wikipedia, SHOUTcast-radiomap, UnPlug, Adblock Plus, Taglib voor het afhandelen van metagegevens en minimaliseren naar systeembalk.

### Skins
Er zijn verschillende thema's beschikbaar voor Songbird. Deze worden feathers (veren) genoemd.

## Vertalingen
Er zijn 98 vertalingen van Songbird die momenteel in verschillende stappen ontwikkeld worden. Vertalingen worden gedaan op vrijwillige basis.
Songbird moedigt ontwikkelaars uit alle taalgebieden aan om mee te helpen met de vertaling van Songbird, zodat Songbird beschikbaar kan zijn in alle 482 talen die vastgesteld zijn door de IEFT voor alle 567 locaties op de wereld. Songbird heeft dit project beschikbaar op zijn website.

## Useragent
Vanwege de ingebouwde webbrowser (die gebruikmaakt van Gecko), heeft Songbird een user-agent string nodig om zich te identificeren. Songbird 0.6 antwoordt bijvoorbeeld met de volgende user-agent string (Ubuntu 8.04):
Mozilla/5.0 (X11; U; Linux i686; en-US; rv:1.9) Gecko/2008052304 Songbird/0.6 (20080613004550)

## Geschiedenis van uitgaven
Merk op dat versies 0.8 en 0.9 werden overgeslagen. De versie die 0.8 moest worden, werd als 1.0 uitgebracht, omdat de ontwikkelaars vonden dat het platform stabiel genoeg was om publiekelijk vrij te geven. Volgende versies werden reeds uitgegeven:
Legenda:
■ Huidige versie
■ Toekomstige versie
| Geckoversie | Versie          | Verschijningsdatum | Codenaam  | Belangrijke wijzigingen |
| ----------- | --------------- | ------------------ | --------- | --- |
| 1.8         | 0.1             | 8 februari 2006    | Hilda     | |
| 1.8         | 0.1.1           | 22 februari 2006   |           | UI-reparaties, meer bestandstypen |
| 1.8         | 0.2             | 17 oktober 2006    |           | Meerdere platforms en meer talen worden ondersteund |
| 1.8         | 0.2.5           | 28 februari 2007   |           | Windows Media DRM-audio afspelen, QuickTime DRM-audio afspelen, ondersteuning voor USB-opslagapparaten, iPod-ondersteuning, automatisch vertalingen downloaden en verbeterde besturingssysteemintegratie. |
| 1.9         | 0.3             | 30 oktober 2007    | Bowie     | Tabbladbrowsen, API-herziening |
| 1.9         | 0.3.1           | 6 november 2007    |           | Zes grote bugreparaties |
| 1.9         | 0.4             | 27 december 2007   | Cher      | Displayvenster |
| 1.9         | 0.5             | 26 maart 2008      | Dokken    | - MTP-ondersteuning - Media Library API |
| 1.9         | 0.6             | 13 juni 2008       | Eno       | - Geheugen- en snelheidswinst - Metadata bewaren op de bestanden |
| 1.9         | 0.7             | 20 augustus 2008   | Fugazi    | - Vernieuwd uiterlijk - Smart playlist-functie - Slepen en neerzetten-functionaliteit |
| 1.9         | 1.0             | 2 december 2008    | Genesis   | - GStreamer als standaardmediakern - Sneltoetsen - Prestatieverbeteringen voor grote bibliotheken en zoekopdrachten                                                                                       |
| 1.9         | 1.1             | 10 maart 2009      | Hendrix   | - Automatisch albumhoezen opzoeken en importeren - Mappen op updates controleren - Crossfading (subtiele overgangen)                                                                                      |
| 1.9         | 1.2             | 18 juni 2009       | Isan      | - Automatisch organiseren van bestanden - Importeren en exporteren van en naar iTunes - Toonregelaar |
| 1.9         | 1.3             | N/A                | Jackson 5 | - Omzetten van bestanden naar andere mediaformaten - Ondersteuning voor MSC-apparaten met automatische firmware-update - Meer bestandsformaten en metadataformaten ondersteund                            |
| 1.9         | 1.10.2          | 25 januari 2012    |           | - WMA-bestanden kunnen opnieuw worden afgespeeld - Ondersteuning voor nieuwe smartphones |
| 1.9         | 2.0.0           | 12 juni 2012       |           | |
| 1.9         | 2.1.0           | 1 november 2012    |           | |
| 2.2.0       | 4 februari 2013 |                    |           | |